# Bauhinia vahlii
Bauhinia vahlii  es una especie de planta leguminosa, familia Fabaceae. Se distribuye por Asia y África.

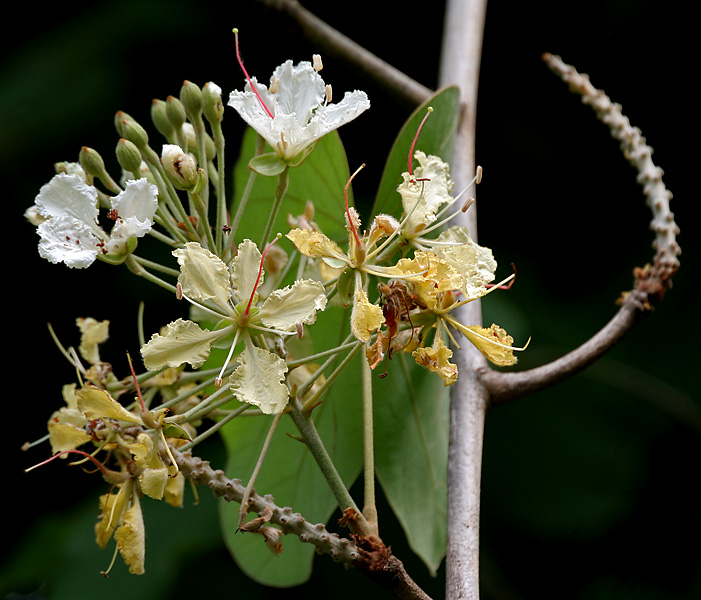
Inflorescencia

## Descripción
Es una planta trepadora, con ramas densamente peludas, con zarcillos, por lo general frente a las hojas. Hojas alternas, pecioladas, pecíolo de 7,5-9 cm de largo, cordadas en la base, lobuladas en el ápice, orbicular en la forma, 10-46 cm de largo y casi tan amplia y poco peluda en la parte superior y la densidad de pelos en la superficie inferior. Inflorescencia terminal, subcorimbosa, en racimo densamente peludo; Bractéolas persistentes. Flores de color blanco . Hipantio de 5-8 mm de largo. Cáliz con 3-5 lóbulos, de 10 a 12,5 mm de largo, dividiéndose en 2 a 3 partes, densamente velloso. El fruto una legumbre leñosa, de 22,5 a 30 cm de largo ,5-7 0.5 cm de ancho, dehiscente, oxidado aterciopelado, con 6-12 semillas. Semillas planas, de color marrón oscuro, pulidas, de 2,5 cm de diámetro.

## Distribución
ÁfricaZaire
AsiaBután, India, Nepal, Pakistán, Sri Lanka.

## Propiedades
Los extractos de hexano, acetato de etilo y metanol de las raíces de Bauhinia tomentosa y Bauhinia vahlii fueron probados por su actividad antimicrobiana frente a bacterias Gram-positivas (cuatro cepas), las bacterias Gram-negativas (tres cepas) y tres cepas de hongos utilizando métodos de microdilución, para la determinación de los concentración mínima de inhibición. Fue considerada antibacteriana y antimicótica.

## Taxonomía
Bauhinia vahlii fue descrito por Wight & Arn.  y publicado en Prodromus Florae Peninsulae Indiae Orientalis 1: 297. 1834.
Etimología
Bauhinia: nombre genérico nombrado en honor de los hermanos herboristas y botánicos suizos; Caspar (1560-1624) y Johann Bauhin  (1541-1613). El primero fue botánico y médico, autor de un índice de  nombres de plantas y sus sinónimos llamado Pinax Theatri botanici, y profesor de anatomía y botánica en la Universidad de Basilea, que distinguía entre género y especie, y fue el primero en establecer un sistema científico de la nomenclatura, mientras que el segundo fue coautor de la gran obra Historia Plantarum universalis, publicado cuarenta años después de su muerte.
vahlii: epíteto otorgado en honor del botánico noruego Martin Vahl (1749 - 1804).
Sinonimia
- Bauhinia racemosa Vahl
- Phanera vahlii (Wight & Arn.) Benth[6]